# Userbar
Les userbars (aussi appelées barres de signature) sont de petites images rectangulaires.
Elles sont conçues pour être utilisées comme signatures sur les forums de discussion, le but est généralement de renseigner sur les centres d'intérêt et passe-temps de l'utilisateur ou sur ses qualifications en tant qu'artiste graphique.
Les normes sont généralement strictement définies et imposées par les communautés pour s'assurer qu'elles conservent toutes un aspect ordonné une fois animées ou une fois empilées verticalement.
Cependant, certains sites ne respectent pas la « norme » tacitement établie, en employant différentes polices ou alignements, les variations ne sont cependant pas nombreuses et ne dépassent guère une largeur de 350 pixels.
Un exemple de userbar :

## Norme généralement admise pour lesuserbars
Bien que les userbars puissent grandement varier en taille et en forme, selon le site visité, la plupart d'entre elles ont en commun les caractéristiques suivantes :
- 350 pixels de largeur.
- 19 pixels de hauteur.
- Une demi-ellipse semi-transparente couvrant la moitié supérieure de la userbar.
- Texte utilisant la police de caractères Visitor -BRK-, en corps 10 points, alignée à droite de 10 pixels et centrée verticalement. On peut également utiliser le pixel art, selon un modèle préétabli.
- Texte en blanc avec un contour noir.
- Un motif de traits diagonaux à 45° (plus communément appelé motif scanline).
- Une bordure noire de 1 pixel de largeur.
- Les animations sont autorisées.
- Format de fichier : GIF pour les images animées, PNG pour les images fixes.